# Subiasella boninensis
Subiasella boninensis är en kvalsterart som beskrevs av Ohkubo 1996. Subiasella boninensis ingår i släktet Subiasella och familjen Oppiidae. Inga underarter finns listade i Catalogue of Life.